# Volker Kempf
Volker Kempf (* 1968 in Neuenburg am Rhein) ist ein deutscher Autor und Kommunalpolitiker (AfD).

## Leben
Nach einer Berufsausbildung zum Bauzeichner in Breisach am Rhein und zweitem Bildungsweg sowie Zivildienst in Freiburg erfolgte ein Studium der Soziologie und Philosophie in Duisburg und Wien (Diplom-Sozialwissenschaftler). Er arbeitet als Lektor. Er verfasste Beiträge in Sammelbänden und Zeitungen, regelmäßig in der Wochenzeitung Junge Freiheit. Er ist verheiratet, hat drei Kinder und wohnt in Breisach.
Nach seinen politischen Aktivitäten in der Kleinpartei ÖDP von 1988 bis 1999 wurde er Vorsitzender der Herbert-Gruhl-Gesellschaft. In dieser Funktion gab er den extrem rechten Magazinen Zuerst! sowie Umwelt & Aktiv Interviews. In Zuerst! sagte Kempf, dass die „Zahl der Menschen [...] sich zwingend auf die ökologischen Systeme aus[wirke]“; damit könne einer „multikulturellen Gesellschaft widersprochen werden“. Ökologie sei eine Sache von Menschen, die „Volk und Heimat lieben“.
Kempf gründete 2013 mit seiner Frau Martina Kempf die christlich-fundamentalistische Gruppe „Pforzheimer Kreis“ in der AfD. Von Mitte 2014 bis Mitte 2024 war Kempf Mitglied des Kreistages Breisgau-Hochschwarzwald sowie Vorsitzender der AfD-Kreistagsgruppe. Er wurde erstmsls bei den Gemeinderatswahlen vom 26. Mai 2019 für die AfD in den Gemeinderat von Breisach am Rhein gewählt und ist aktuell ihr Fraktionsvorsitzender.
Seit September 2018 ist Kempf Vizepräsident des Studienzentrums Weikersheim.

## Veröffentlichungen (Auswahl)
- Stigma deutsch. Aufsätze zur Bewältigung einer beschädigten Identität. Haag und Herchen, Frankfurt am Main 2000, ISBN 3-86137-995-3.
- Günther Anders. Anschlußtheoretiker an Georg Simmel? (= Europäische Hochschulschriften. Reihe 22: Soziologie. Band 345). Lang, Frankfurt am Main/Berlin/Bern/Brüssel/New York/Wien 2000, ISBN 3-631-36021-5 (zugleich Diplomarbeit, Duisburg 1999).
- als Herausgeber: Herbert Gruhl – unter den Karawanen der Blinden. Schlüsseltexte, Interviews und Reden (1976–1993) (= Europäisches Forum. Band 15). Lang, Frankfurt am Main/Berlin/Bern/Brüssel/New York/Oxford/Wien 2005, ISBN 3-631-54618-1.
- Herbert Gruhl, Pionier der Umweltsoziologie. Im Spannungsfeld von wissenschaftlicher Erkenntnis und politischer Realität (= Wissenschaftliche Reihe.) Ares Verlag, Graz 2008, ISBN 3-902475-47-1.
- Christa Meves. Kritik an der Emanzipationsbewegung, neue Weiblichkeit, die Zukunft der Kinder. Hess, Bad Schussenried 2008, ISBN 978-3-87336-348-9.
- Wider die Wirklichkeitsverweigerung. Helmut Schelsky – Leben, Werk, Aktualität. Olzog, München 2012, ISBN 978-3-7892-8335-2.
- als Herausgeber mit Rudolf Stettin: Die europäische Union. Perspektiven mit Zukunft? Hess, Bad Schussenried 2012, ISBN 978-3-87336-419-6.
- als Herausgeber: Der Umweltschützer mit Liebe zu Deutschland. Gedächtnisschrift für Herbert Gruhl. Hess, Bad Schussenried 2023, ISBN 978-3873367869.
- Auf der Suche nach den Tieren in der deutschen Soziologie. Max Weber, Alexander Rüstow und die Philosophische Anthropologie. Hess, Uhingen 2025, ISBN 978-3-87336-868-2.